# Epitomiptera
Epitomiptera là một chi bướm đêm thuộc họ Erebidae.